# Шикур
Шику́р (фр. Chicourt) — коммуна во французском департаменте Мозель региона Лотарингия. Относится к  кантону Дельм.	

## География
Шикур расположен в 33 км к юго-востоку от Меца. Соседние коммуны: Виллер-сюр-Нье и Мартий на востоке, Бреэн, Шато-Бреэн, Белланж и Дален на юго-востоке, Орон на юго-западе, Фремери и Превокур на западе, Люси на северо-западе.

## История
- Деревня естественно-исторического региона Сольнуа.
- Принадлежала приорату Сен-Николя-де-Пор.

## Демография
По переписи 2008 года в коммуне проживало 96 человек.	

## Достопримечательности
- Церковь святого Николая 1831 года.